# نیکی امینی
نگار نیکی امینی، (زاده ۲۳ اکتبر ۱۹۸۴) کارآفرین ایرانی الاصل سوئدی در دفتر گروه موسیقی یونیورسال در لندن است. بین سالهای ۲۰۱۶–۲۰۲۰، او به عنوان داور در نسخه سوئدی آیدل حضور داشته است. امینی پس از شروع کار خود به عنوان بازاریاب برای شرکت ضبط موسیقی وارنر، با هنرمندانی چون ریانا، تیلور سوئیفت، آویچی و جاستین بیبر همکاری داشته‌است.

## زندگی شخصی
امینی متولد سال ۱۳۶۳ در تهران است و در یک سالگی به همراه خانواده اش به سوئد نقل مکان کرد.